# Tiffauges
Tiffauges là một xã ở tỉnh Vendée trong vùng Pays de la Loire, Pháp. Xã này có diện tích 9,92 km², dân số năm 2006 là 1460 người. Xã này nằm ở khu vực có độ cao từ 42-113 mét trên mực nước biển.

## Biến động dân số
| Năm | 1962  | 1968  | 1975  | 1982  | 1990  | 1999  | 2006  | 2008         |
| --- | ----- | ----- | ----- | ----- | ----- | ----- | ----- | ------------ |
| Dân số | 1 027 | 1 052 | 1 121 | 1 188 | 1 208 | 1 328 | 1 460 | 1 512 (est.) |
| From the year 1962 on: No double counting—residents of multiple communes (e.g. students and military personnel) are counted only once. |       |       |       |       |       |       |       |              |